# École nationale supérieure de mécanique et des microtechniques
École nationale supérieure de mécanique et des microtechniques, fondată în 1902, este o universitate tehnică de stat din Besançon (Franța).

## Secții
- Master

Domeniu: Inginerie 
- Doctorat

Domeniu: ceasornicarie, microtehnologie